# Дрімлюга індійський
Дрімлюга індійський (Caprimulgus asiaticus) — вид дрімлюгоподібних птахів родини дрімлюгових (Caprimulgidae). Мешкає в Південній і Південно-Східній Азії.

## Опис
Довжина птаха становить 23-29 см, вага 40-46 г. Голова невелика, крила і хвіст відносно короткі. Верхня частина тіла переважно сіра, поцяткована коричневими або чорнувато-бурими смужками, на тімені широкі чорнуваті смуги з рудувато-бурими краями. На шиї широкий рудувато-охристий "комір", на горлі з боків великі білі плями. Плечі поцятковані чорними плямками трикутої форми. Білі плями на крилах відсутні або слабо виражені, як у самців, так і у самиць. На крайніх стернових перах широкі білі, плями. Крик самця — характрна серія "чук-чук-чук-чук-ккк-ру".

## Підвиди
Виділяють два підвиди:
- C. a. asiaticus Latham, 1790 — від південного Пакистану через Індію до південного Індокитаю;
- C. a. eidos Peters, JL, 1940 — острів Шрі-Ланка.

## Поширення і екологія
Індійські дрімлюги мешкають в Пакистані, Індії, Непалі, Бангладеш, М'янмі, Таїланді, Лаосі, В'єтнамі, Камбоджі і на Шрі-Ланці. Вони живуть в рідколіссях і чагарникових заростях, на полях, плантаціях і в садах. Зустрічаються на висоті до 1500 м над рівнем моря. Живляться комахами, яких ловлять в польоті. Сезон розмноження триває з лютого по вересень, з піком у квітні-травні. Відкладають яйця просто на голу землю. В кладці 2 рожевих яйця, поцяткованих темними плямками, які насиджують і самиці, і самці.